# 애모 (2008년 영화)
《애모》(Adoration)는 캐나다에서 제작된 아톰 에고이안 감독의 2008년 드라마 영화이다. 데본 보스틱 등이 주연으로 출연하였고 아톰 에고이안 등이 제작에 참여하였다.

## 출연

### 주연
- 데본 보스틱
- 스코트 스피드먼
- 레이첼 브랑차드

### 조연
- 케네스 웰쉬
- 아론 풀
- 도미닉 커조크레어
- 케이티 볼랜드
- 노암 젠킨스
- 아시니 칸지안
- 제랄딘 오로우
- 듀앤 머레이
- 수 가레이

## 기타
- Line PD: 스티븐 트레이너
- 세트: 짐 램비
- 의상: 데브라 핸슨
- 배역: 제이슨 나이트